# Tir aux Jeux olympiques
Le Tir sportif est aux Jeux olympiques d'été depuis les jeux de 1896, à l'exception des éditions de 1904 et 1928. Les compétitions féminines apparaîtront en 1984.
Les épreuves furent modifiées au cours des olympiades successives ; lors des premières éditions, il s’agissait de concours de chasse. En 1932, seuls deux titres furent décernés. Depuis 2008, la compétition inclut 15 épreuves, 9 masculines et 6 féminines.

## Épreuves
Le (en) règlement actuel [PDF] fut modifié en 2013 et pourra s'appliquer aux jeux de 2016. Certaines règles sont inédites pour les jeux olympiques mais furent appliquées aux éditions de la Coupe du monde de tir de l'ISSF depuis 2013.
Le tir inclut deux types principaux de compétition : le tir sur cible avec des pistolets ou des carabines (en centre fermé), et le tir sur plateau (avec des fusils de compétition). Les disciplines mixtes (hommes ou femmes) sont introduites en 1972, puis progressivement supprimées jusqu'en 1992 ; le double trap féminin fut supprimé en 2004.

### Cibles
Les règles sont quasiment les mêmes, sauf pour le tir rapide (en français : "vitesse" ou "vitesse olympique" - le "tir sportif de vitesse", très différent, n'est pas épreuve olympique) : Les athlètes tirent sur des cibles dont les zones sont numérotées de 1 (le cercle le plus grand) à 10. Toutefois, les points ne sont pas comptés en "points entiers". On ajoute des dixièmes lorsque le tir est plus précis.
Si la zone 8 par exemple est à peine effleurée (tout juste atteinte), le point est compté 8,0 ; si l'impact est au plus proche de la zone 9 mais sans l'effleurer, le point est compté 8,9.
Un 10 parfait (une mouche) est donc compté 10,9. Sur 60 coups, le score maximal n'est plus alors de 600, mais de 654.
Les séances de tir (nommées séries) sont tirées simultanément par les athlètes.
Après des qualifications, les 8 meilleurs au score sont qualifiés pour la finale. Lors de la finale, les scores de qualification sont réinitialisés, 20 coups sont tirés, mais à partir du 8e coup, et ce tous les deux tirs, le concurrent au plus faible score est éliminé. Le score de la finale détermine le classement dont le podium.
- Pistolet air comprimé 10 m
  - Pour les hommes : depuis 1988[2].
  - Pour les femmes : depuis 1988[2].
- Pistolet 25 m
  - Pour les femmes : depuis 1984[2].
- Pistolet 50 m (30 m en 1896, 50 yards en 1908 - cette épreuve n'est plus discipline olympique)
  - Pour les hommes : de 1896 à 1920 (sauf en 1904), puis de 1936 à 1968, et depuis 1984[2].
  - Mixte : de 1972 à 1980[2].
- Pistolet tir rapide 25 m (en français, dans la déclinaison FFTir des règles ISSF : "vitesse olympique", tirée avec la munition .22 long rifle - l'utilisation de la munition .22 court n'est plus autorisée)
  - Pour les hommes : en 1896, 1912 et 1924, puis de 1932 à 1968, et depuis 1984[2].
  - Mixte : de 1972 à 1980[2].
    - La principale caractéristique est que chaque tireur a en face 5 cibles, et que lors de chaque série, il doit les toucher en moins de 6 secondes (en championnats du monde, tirés en 60 coups, les temps sont décroissants : 8 puis 6 puis 4 secondes pour les 6 premières séries, puis on recommence, 8 puis 6 puis 4). Le score se calcule selon le nombre de cibles atteintes (la zone a 10 cm de diamètre). La finale se compose de 8 séries par adversaire soit 40 cibles. Mais seuls les 6 meilleurs en qualification peuvent y participer.
- Carabine[3] air comprimé 10 m
  - Pour les hommes : depuis 1984[2].
  - Pour les femmes : depuis 1984[2].
- Carabine  50 m couché
  - Pour les hommes : de 1908 à 1968 (sauf en 1920 et 1928), puis depuis 1984[2].
- Carabine trois positions 50 m
  - Pour les hommes : de 1952 à 1968, puis depuis 1984[2].
  - Pour les femmes : depuis 1984[2].
  - Mixte : de 1972 à 1980[2].
    - Les trois positions sont genou, couché et debout. 45 coups sont tirés lors de la finale.

### Plateaux
L'athlète tentera d'abattre avec un fusil de chasse les plateaux d'argile lancés. Au fil de la manche, les athlètes changent de postes (ou angles) de tirs. Ils auront le même nombre de plateaux qu'ils tireront chacun leur tour.
Les tireurs ont droit à deux cartouches par plateau en qualification, en demi-finale et finale, ils n’ont qu’une seule cartouche par plateau. Lors des qualifications, une centaine de plateaux par adversaire seront lancés. Après une demi finale à 6 (les scores de qualifications sont remis à zéro), les troisième et quatrième s’affronteront pour la médaille de bronze, les premier et second s’affronteront pour la médaille d’or et d’argent. Dans ces matchs à médailles, les scores précédents sont réinitialisés, les adversaires tirent alternativement sur 15 ou 16 plateaux (30 au double-trap), celui ayant le meilleur score l’emporte.
- Skeet
  - Pour les hommes : 1968, puis depuis 1996[2].
  - Pour les femmes : depuis 2000[2].
  - Mixte : de 1972 à 1992[2].
    - Les plateaux partent de deux cabines nommées Pull et Mark, les lancers sont connus et peuvent être doubles. L’athlète ne peut épauler qu’après avoir donné l’ordre de tir (effectué immédiatement).
- Trap (ou Fosse)
  - Pour les hommes : de 1900 à 1924 (sauf en 1904), puis de 1952 à 1968, et depuis 1996[2].
  - Pour les femmes : depuis 2000[2].
  - Mixte : de 1972 à 1992[2].
    - Les plateaux partent d'une fosse, inclus dans un angle de tir, mais lancés aléatoirement, sans que le tireur connaisse la direction.
- Double Trap
  - Pour les hommes : depuis 1996[2].
  - Pour les femmes : de 1996 à 2004[2].
    - Même chose que le Trap sauf qu’à chaque tour, deux plateaux partent en même temps de la fosse. Les angles de tirs sont cependant moins variables.

## Nations présentes
Entre 1896 et 2016, près de 7424 athlètes en provenance de plus de cent-quarante nations différentes ont participé aux épreuves de tir des Jeux olympiques. La tendance est à la croissance au fil des éditions avec une centaine de délégations participantes depuis l'édition de 1996, contre une petite dizaine lors des premières éditions.
| Édition                                        | 96 | 00 | 08 | 12 | 20 | 24 | 32 | 36 | 48 | 52 | 56 | 60 | 64 | 68 | 72 | 76 | 80 | 84 | 88 | 92 | 96  | 00  | 04  | 08  | 12  | 16 |
| ---------------------------------------------- | -- | -- | -- | -- | -- | -- | -- | -- | -- | -- | -- | -- | -- | -- | -- | -- | -- | -- | -- | -- | --- | --- | --- | --- | --- | -- |
| Nombre de nations présentes en tir par édition | 7  | 8  | 14 | 16 | 18 | 27 | 10 | 29 | 28 | 41 | 37 | 59 | 51 | 62 | 71 | 60 | 38 | 68 | 66 | 83 | 100 | 103 | 106 | 103 | 108 | 97 |

Le nombre indiqué entre parenthèses est le nombre d'athlètes engagés dans les épreuves officielles pour chaque pays sur l'ensemble des Jeux de 1896, 1900, de 1908 à 1924 et de 1932 à 2016.
| - Afrique du Sud (41) - Albanie (11) - Allemagne (254) - Allemagne de l'Est (57) - Algérie (2) - Andorre (12) - Angola (3) - Antilles néerlandaises (6) - Arabie saoudite (13) - Argentine (100) - Arménie (6) - Athlètes indépendants (14) - Australasie (1) - Australie (188) - Autriche (108) - Azerbaïdjan (9) - Bahreïn (8) - Bangladesh (7) - Barbade (8) - Belgique (116) - Belize (5) - Bhoutan (2) - Biélorussie (52) - Birmanie (5) - Bolivie (18) - Bosnie-Herzégovine (8) - Brésil (86) - Brunei (2) - Bulgarie (93) - Canada (161) |  | - Chili (42) - Chine (197) - Chypre (23) - Colombie (50) - Corée du Nord (45) - Corée du Sud (161) - Costa Rica (19) - Croatie (27) - Cuba (70) - Danemark (146) - Égypte (78) - Émirats arabes unis (13) - Équateur (13) - Équipe unifiée de l'ex-URSS (22) - Espagne (143) - Estonie (10) - Eswatini (1) - États-Unis (394) - Fidji (4) - Finlande (195) - France (310) - Géorgie (10) - Grande-Bretagne (294) - Grèce (167) - Guatemala (44) - Haïti (5) - Honduras (1) - Hong Kong (32) - Hongrie (63) - Îles Vierges des États-Unis (20) |  | - Inde (78) - Indes occidentales (2) - Indonésie (8) - Irak (3) - Iran (23) - Irlande (23) - Islande (3) - Israël (36) - Italie (239) - Jamaïque (2) - Japon (132) - Jordanie (14) - Kazakhstan (29) - Kenya (27) - Kirghizistan (7) - Kosovo (1) - Koweït (21) - Laos (6) - Lettonie (13) - Liban (25) - Liechtenstein (14) - Lituanie (6) - Luxembourg (18) - Macédoine du Nord (5) - Malaisie (25) - Maroc (6) - Mexique (93) - Moldavie (6) - Monaco (46) - Mongolie (35) |  | - Monténégro (2) - Namibie (6) - Népal (7) - Nicaragua (6) - Norvège (180) - Nouvelle-Zélande (39) - Oman (18) - Ouzbékistan (10) - Pakistan (17) - Panama (3) - Papouasie-Nouvelle-Guinée (3) - Paraguay (10) - Pays-Bas (91) - Pérou (73) - Philippines (55) - Pologne (131) - Porto Rico (56) - Portugal (76) - Qatar (16) - République dominicaine (9) - République tchèque (62) - Roumanie (100) - Russie (152) - Saint-Marin (54) - Salvador (18) - Sarre (2) - Sénégal (2) - Serbie (22) - Serbie-et-Monténégro (16) - Singapour (12) |  | - Slovaquie (28) - Slovénie (12) - Soudan (3) - Sri Lanka (14) - Suède (284) - Suisse (149) - Syrie (14) - Tadjikistan (3) - Taipei chinois (40) - Tchécoslovaquie (124) - Thaïlande (93) - Trinité-et-Tobago (6) - Tunisie (4) - Turkménistan (4) - Turquie (29) - Ukraine (51) - Union soviétique (118) - Uruguay (7) - Venezuela (46) - Viêt Nam (40) - Yougoslavie (40) - Zimbabwe (18) |

## Tableau des médailles
Le tableau ci-dessous présente le bilan, par nations, des médailles obtenues en tir sportif lors des Jeux olympiques d'été, en 1896, 1900, de 1908 à 1924 puis de 1932 à 2024. Le rang est obtenu par le décompte des médailles d'or, puis en cas d'ex æquo, des médailles d'argent, puis de bronze.
Après les Jeux de 2024, les États-Unis ont remporté le plus grand nombre de médailles olympiques en tir avec cent vingt-et-une médailles dont cinquante-huit en or. La Chine arrive en seconde position avec trente-et-une médailles d'or remportées pour un total de soixante-dix-sept médailles. Elle est suivie de l'Union soviétique avec dix-sept médailles d'or. Depuis l'instauration du tir sportif au programme olympique, soixante-quinze pays ont remporté au moins une médaille.
Tableau mis à jour après les Jeux olympiques de 2024.
| Rang  | Nation                           | Or  | Argent | Bronze | Total |
| ----- | -------------------------------- | --- | ------ | ------ | ----- |
| 1     | États-Unis                       | 58  | 34     | 29     | 121   |
| 2     | Chine                            | 31  | 18     | 28     | 77    |
| 3     | Italie                           | 17  | 18     | 12     | 47    |
| 4     | Union Soviétique                 | 17  | 15     | 17     | 49    |
| 5     | Suède                            | 15  | 25     | 18     | 58    |
| 6     | Grande-Bretagne                  | 14  | 16     | 19     | 49    |
| 7     | Norvège                          | 13  | 8      | 11     | 32    |
| 8     | Corée du Sud                     | 10  | 12     | 1      | 23    |
| 9     | Allemagne                        | 10  | 9      | 5      | 24    |
| 10    | France                           | 9   | 13     | 9      | 31    |
| 11    | Suisse                           | 8   | 6      | 11     | 25    |
| 12    | Russie                           | 7   | 13     | 11     | 31    |
| 13    | Hongrie                          | 7   | 3      | 8      | 18    |
| 14    | Roumanie                         | 6   | 4      | 5      | 15    |
| 15    | Équipe unifiée de l'ex-URSS      | 5   | 2      | 1      | 8     |
| 16    | Australie                        | 5   | 1      | 6      | 12    |
| 17    | Finlande                         | 4   | 7      | 10     | 21    |
| 18    | Bulgarie                         | 4   | 7      | 6      | 17    |
| 19    | Grèce                            | 4   | 4      | 5      | 13    |
| 20    | Allemagne de l'Ouest             | 4   | 4      | 3      | 11    |
| 21    | Pologne                          | 4   | 3      | 5      | 12    |
| 22    | Ukraine                          | 4   | 3      | 3      | 10    |
| 23    | Canada                           | 4   | 3      | 2      | 9     |
| 23    | Tchécoslovaquie                  | 4   | 3      | 2      | 9     |
| 25    | Danemark                         | 3   | 11     | 5      | 19    |
| 26    | Allemagne de l'Est               | 3   | 8      | 5      | 16    |
| 27    | République tchèque               | 3   | 4      | 4      | 11    |
| 28    | Comité olympique russe           | 2   | 4      | 2      | 8     |
| 29    | Croatie                          | 2   | 0      | 2      | 4     |
| 30    | Yougoslavie                      | 2   | 0      | 1      | 3     |
| 31    | Belgique                         | 1   | 5      | 3      | 9     |
| 32    | Autriche                         | 1   | 2      | 5      | 8     |
| 33    | Biélorussie                      | 1   | 2      | 4      | 7     |
| 33    | Inde                             | 1   | 2      | 4      | 7     |
| 35    | Japon                            | 1   | 2      | 3      | 6     |
| 35    | Slovaquie                        | 1   | 2      | 3      | 6     |
| 37    | Serbie                           | 1   | 2      | 2      | 5     |
| 38    | Brésil                           | 1   | 2      | 1      | 4     |
| 38    | Espagne                          | 1   | 2      | 1      | 4     |
| 38    | Serbie-et-Monténégro             | 1   | 2      | 1      | 4     |
| 41    | Pérou                            | 1   | 2      | 0      | 3     |
| 42    | Cuba                             | 1   | 1      | 3      | 5     |
| 43    | Viêt Nam                         | 1   | 1      | 0      | 2     |
| 44    | Azerbaïdjan                      | 1   | 0      | 2      | 3     |
| 44    | Corée du Nord                    | 1   | 0      | 2      | 3     |
| 44    | Slovénie                         | 1   | 0      | 2      | 3     |
| 47    | Équipe unifiée d'Allemagne       | 1   | 0      | 1      | 2     |
| 47    | Athlètes olympiques indépendants | 1   | 0      | 1      | 2     |
| 47    | Guatemala                        | 1   | 0      | 1      | 2     |
| 50    | Chili                            | 1   | 0      | 0      | 1     |
| 50    | Émirats arabes unis              | 1   | 0      | 0      | 1     |
| 50    | Lituanie                         | 1   | 0      | 0      | 1     |
| 50    | Iran                             | 1   | 0      | 0      | 1     |
| 54    | Kazakhstan                       | 0   | 2      | 2      | 4     |
| 55    | Colombie                         | 0   | 2      | 0      | 2     |
| 56    | Athlètes olympiques indépendants | 0   | 1      | 2      | 3     |
| 57    | Mongolie                         | 0   | 1      | 1      | 2     |
| 57    | Nouvelle-Zélande                 | 0   | 1      | 1      | 2     |
| 57    | Pays-Bas                         | 0   | 1      | 1      | 2     |
| 57    | Empire russe                     | 0   | 1      | 1      | 2     |
| 57    | Saint-Marin                      | 0   | 1      | 1      | 2     |
| 62    | Afrique du Sud                   | 0   | 1      | 0      | 1     |
| 62    | Argentine                        | 0   | 1      | 0      | 1     |
| 62    | Chili                            | 0   | 1      | 0      | 1     |
| 62    | Lettonie                         | 0   | 1      | 0      | 1     |
| 62    | Mexique                          | 0   | 1      | 0      | 1     |
| 62    | Moldavie                         | 0   | 1      | 0      | 1     |
| 62    | Portugal                         | 0   | 1      | 0      | 1     |
| 62    | Turquie                          | 0   | 1      | 0      | 1     |
| 70    | Koweït                           | 0   | 0      | 3      | 3     |
| 71    | Géorgie                          | 0   | 0      | 1      | 1     |
| 71    | Haïti                            | 0   | 0      | 1      | 1     |
| 71    | Qatar                            | 0   | 0      | 1      | 1     |
| 71    | Taipei chinois                   | 0   | 0      | 1      | 1     |
| 71    | Venezuela                        | 0   | 0      | 1      | 1     |
| Total | Total                            | 302 | 303    | 302    | 907   |